# Maryland
Pour les articles homonymes, voir Maryland (homonymie).
Le Maryland /ma.ʁi.lɑ̃d/ (prononcé /ˈmɛɹ.ə.lənd/) est un État de la région Mid-Atlantic des États-Unis. Sa capitale est Annapolis, et sa plus grande ville est Baltimore. Avec une superficie de seulement 32 160 km2 pour une population de 5 773 552 habitants, il est l'un des plus petits États du pays mais aussi l'un des plus densément peuplés.
La province du Maryland est fondée en 1632 sous l'action de Cecilius Calvert, baron de Baltimore. Nommé en l'honneur d'Henriette-Marie de France, épouse du roi d'Angleterre Charles Ier Stuart, le territoire accueille des catholiques persécutés en Angleterre. La culture du tabac assure sa prospérité au cours du XVIIe siècle.

Le territoire du Maryland a été nommé en l'honneur de l'épouse du roi Charles Ier, Henriette-Marie de France.

L'économie de l'État repose sur l'agriculture de la région du Piedmont, les biotechnologies, l'activité du port de Baltimore, et surtout sur la présence de plusieurs bases de l'armée américaine (Fort George G. Meade, Aberdeen Proving Ground). Le Maryland est l'État au revenu par habitant le plus important du pays, mais Baltimore connaît d'importants problèmes sociaux. En outre, bien que sa figure politique principale soit le républicain Spiro Agnew, vice-président de Richard Nixon, l'État est de tradition démocrate depuis les années 1960. Lieu de tolérance, il est réputé pour avoir vu naître la liberté de religion aux États-Unis.

## Origine du nom
À l'origine, le Maryland est une colonie britannique baptisée en l'honneur d'Henriette-Marie de France, fille d'Henri IV et épouse du roi d'Angleterre Charles Ier.
Une forme francisée, la Marilande apparaît dans le roman Pélagie-la-Charette (1979) d’Antonine Maillet.

## Histoire
En 1632, est fondée la colonie du Maryland sous l'action de Cecilius Calvert. Elle accueille les catholiques persécutés en Angleterre. Des heurts les opposent par la suite aux protestants qui prennent finalement l'ascendant sur la colonie et proscrivent le catholicisme. La culture du tabac assure sa fortune et son expansion au cours du XVIIe siècle. Vers 1775, la province du Maryland compte environ 200 000 habitants. Le Maryland fait partie des Treize Colonies et devient le septième État de l'Union le 28 avril 1788.
En 1860, les Noirs libres représentent près de 50 % de la population : l'État reste logiquement fidèle à l'Union durant la guerre de Sécession. Pendant la campagne du Maryland, la bataille d'Antietam Creek (ou bataille de Sharpsburg) conduite près de Sharpsburg, n'a duré qu'une journée, le 17 septembre 1862, mais elle a été la première grande bataille de la guerre civile menée sur les terres du nord, ainsi que la plus sanglante de toute l'histoire américaine au regard du nombre de morts en une journée, laissant environ 23 000 morts et blessés sur le terrain.
La révolution industrielle provoque un afflux de main d’œuvre immigrée, bien que la ville soit en partie détruite lors du Grand incendie de Baltimore en 1904, et la croissance démographique s'intensifie encore à partir de 1940. Les Afro-Américains comptent pour près de 30 % de la population en 2010.

## Géographie
D'une superficie de 32 160 km2 (soit une superficie à peu près égale à la Belgique ou à la Normandie), le Maryland est peuplé de 5 296 486 habitants (2000). La capitale de l'État est Annapolis. Le Maryland est divisé en deux par la baie de Chesapeake : la rive orientale et la rive occidentale. La rive orientale (« Eastern Shore ») est aussi une partie de la péninsule de Delmarva. Le point culminant de l’État est le mont Backbone (1 024 m), dans les monts Allegheny.
Situé dans le Mid-Atlantic, il est bordé par la Virginie-Occidentale à l'ouest, par la Pennsylvanie au nord, par le Delaware à l'est et par la Virginie et le District de Columbia au sud-ouest. L'État compte 23 comtés et une ville indépendante (Baltimore). En outre, il bénéficie d'un accès à l'Océan Atlantique : son Eastern Shore se trouve sur la péninsule de Delmarva, le long de la baie de Chesapeake. Dans l'ouest de l'État s'élèvent les monts Allegheny, partie de la chaîne des Appalaches.
Sa frontière nord suit la ligne Mason-Dixon (le parallèle 39°43'20" Nord) sauf à l'ouest tandis qu'une partie de sa frontière sud suit le cours du Potomac ce qui fait qu'à la hauteur de la ville de Hancock seulement 2,95 km sépare la frontière nord avec la Pennsylvanie de la frontière sud avec la Virginie occidentale.

### Aires protégées

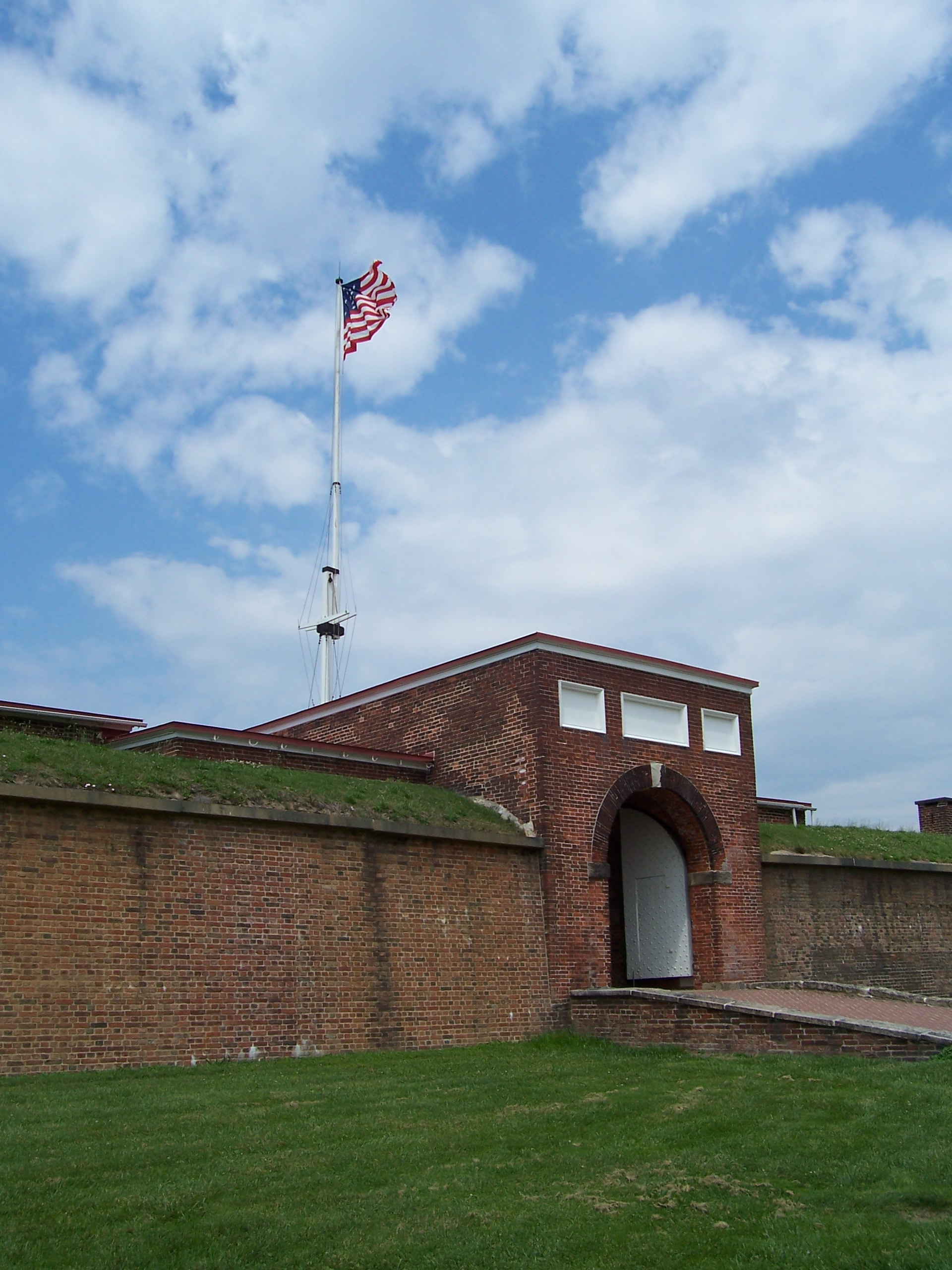
Le Fort McHenry.

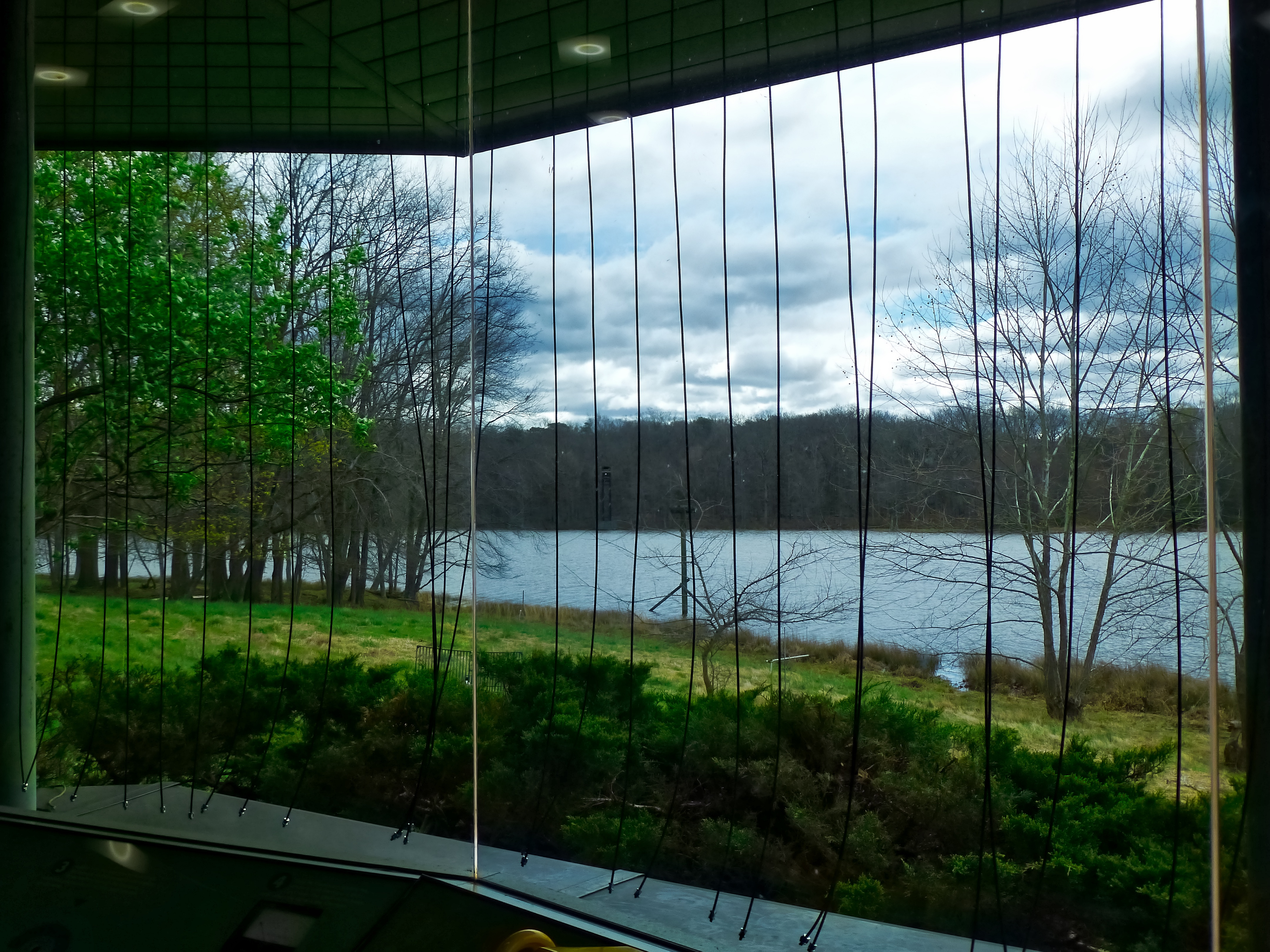
Le Lac Redington, dans le Patuxent Research Refuge, vu du National Wildlife Visitor Center.

Le National Park Service gère 28 aires protégées dans le Maryland :
- Antietam National Battlefield
- Sentier des Appalaches
- Assateague Island National Seashore
- Baltimore National Heritage Area
- Baltimore-Washington Parkway
- Captain John Smith Chesapeake National Historic Trail
- Catoctin Mountain Park
- Chesapeake and Ohio Canal National Historical Park
- Chesapeake Bay National Estuarine Research Reserve
- Civil War Defenses of Washington
- Clara Barton National Historic Site
- Fort Foote
- Glen Echo Park
- Greenbelt Park
- Hampton National Historic Site
- Harriet Tubman Underground Railroad National Historical Park
- Monocacy National Battlefield
- Harmony Hall
- Harpers Ferry National Historical Park
- Fort McHenry
- Fort Washington Park
- George Washington Memorial Parkway
- Oxon Cove Park and Oxon Hill Farm
- Piscataway Park
- Potomac Heritage Trail
- Star-Spangled Banner National Historic Trail
- Thomas Stone National Historic Site
- Washington-Rochambeau

D'autres lieux protégés incluent :
- Patuxent Research Refuge

## Subdivisions administratives

### Comtés
L'État du Maryland est divisé en 23 comtés et 1 ville indépendante.
Le Gouvernement fédéral assimile la ville indépendante de Baltimore à un comté bien que celle-ci ne fasse juridiquement plus partie d'aucun comté depuis sa scission avec le comté de Baltimore le 4 juillet 1851.

### Agglomérations
L'État est en partie intégré au BosWash, une mégalopole s'étendant sur plusieurs États du Nord-Est des États-Unis entre Boston et Washington.

#### Aires métropolitaines et micropolitaines
Le Bureau de la gestion et du budget a défini sept aires métropolitaines et deux aires micropolitaines dans ou en partie dans l'État du Maryland.
| Zone urbaine                                 | Population (2010)     | Population (2013)     | Variation (2010-2013) | Rang national (2013) |
| -------------------------------------------- | --------------------- | --------------------- | --------------------- | -------------------- |
| Baltimore-Columbia-Towson, MD                | 2 710 489             | 2 770 738             | 2,2 %                 | 20                   |
| Washington-Arlington-Alexandria, DC-VA-MD-WV | 2 303 870 (5 636 232) | 2 391 515 (5 949 859) | 3,8 % (5,6 %)         | (7)                  |
| Salisbury, MD-DE                             | 176 657 (373 802)     | 178 789 (385 438)     | 1,2 % (3,1 %)         | (135)                |
| Hagerstown-Martinsburg, MD-WV                | 147 430 (251 599)     | 149 588 (258 294)     | 1,5 % (2,7 %)         | (181)                |
| California-Lexington Park, MD                | 105 151               | 109 633               | 4,3 %                 | 338                  |
| Philadelphia-Camden-Wilmington, PA-NJ-DE-MD  | 101 108 (5 965 343)   | 101 913 (6 034 678)   | 0,8 % (1,2 %)         | (6)                  |
| Cumberland, MD-WV                            | 75 087 (103 299)      | 73 521 (101 225)      | -2,1 % (-2,0 %)       | (350)                |

| Zone urbaine  | Population (2010) | Population (2013) | Variation (2010-2013) | Rang national (2013) |
| ------------- | ----------------- | ----------------- | --------------------- | -------------------- |
| Easton, MD    | 37 782            | 37 931            | 0,4 %                 | 340                  |
| Cambridge, MD | 32 618            | 32 660            | 0,1 %                 | 403                  |

En 2010, 98,6 % des Marylandais résidaient dans une zone à caractère urbain, dont 97,3 % dans une aire métropolitaine et 1,2 % dans une aire micropolitaine. Les aires métropolitaines de Baltimore-Columbia-Towson et Washington-Arlington-Alexandria regroupaient respectivement 46,9 % et 39,9 % de la population de l'État.

#### Aires métropolitaines combinées
Le Bureau de la gestion et du budget a également défini deux aires métropolitaines combinées dans ou en partie dans l'État du Maryland.
| Zone urbaine                                   | Population (2010)     | Population (2013)     | Variation (2010-2013) | Rang national (2013) |
| ---------------------------------------------- | --------------------- | --------------------- | --------------------- | -------------------- |
| Washington-Baltimore-Arlington, DC-MD-VA-WV-PA | 5 337 340 (9 051 961) | 5 492 065 (9 443 180) | 2,9 % (4,3 %)         | (4)                  |
| Philadelphia-Reading-Camden, PA-NJ-DE-MD       | 101 108 (7 067 807)   | 101 913 (7 146 706)   | 0,8 % (1,1 %)         | (8)                  |

En 2013, l'aire métropolitaine combinée de Washington-Baltimore-Arlington était la 4e aire métropolitaine combinée la plus peuplée des États-Unis après celles de New York-Newark (23 484 225 habitants), Los Angeles-Long Beach (18 351 929 habitants) et Chicago-Naperville (9 912 730 habitants). En 2010, l'aire métropolitaine combinée de Washington-Baltimore-Arlington regroupait 92,4 % de la population de l'État.

### Municipalités

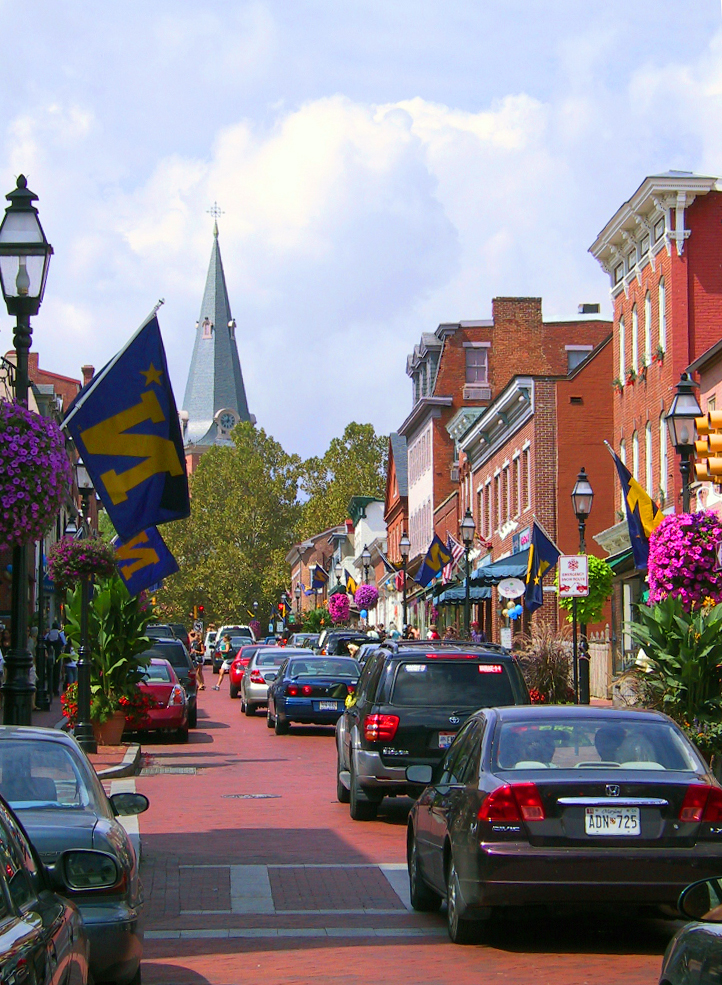
La capitale du Maryland, Annapolis.

L'État du Maryland compte 157 municipalités, dont 12 de plus de 20 000 habitants.
| Rang | Municipalité | Comté              | Population (2010) | Population (2013) | Variation (2010-2013) |
| ---- | ------------ | ------------------ | ----------------- | ----------------- | --------------------- |
| 1    | Baltimore    | Ville indépendante | 620 961           | 622 104           | 0,2 %                 |
| 2    | Frederick    | Frederick          | 65 239            | 66 893            | 2,5 %                 |
| 3    | Gaithersburg | Montgomery         | 59 933            | 65 690            | 9,6 %                 |
| 4    | Rockville    | Montgomery         | 61 209            | 64 072            | 4,7 %                 |
| 5    | Bowie        | Prince George      | 54 727            | 56 759            | 3,7 %                 |
| 6    | Hagerstown   | Washington         | 39 673            | 40 612            | 2,4 %                 |
| 7    | Annapolis    | Anne Arundel       | 38 394            | 38 722            | 0,9 %                 |
| 8    | Salisbury    | Wicomico           | 30 343            | 31 507            | 3,8 %                 |
| 9    | College Park | Prince George      | 30 413            | 31 274            | 2,8 %                 |
| 10   | Laurel       | Prince George      | 25 115            | 25 800            | 2,7 %                 |
| 11   | Greenbelt    | Prince George      | 23 068            | 23 753            | 3,0 %                 |
| 12   | Cumberland   | Allegany           | 20 859            | 20 452            | -2,0 %                |

La municipalité de Baltimore était la 26e municipalité la plus peuplée des États-Unis en 2013.

## Démographie

### Population

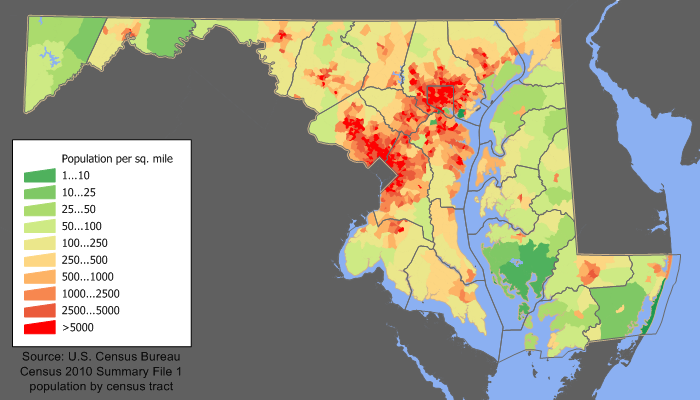
Densités de population en 2010 (en mille carré).

Le Bureau du recensement des États-Unis estime la population du Maryland à 6 045 680 habitants au 1er juillet 2019, soit une hausse de 4,71 % depuis le recensement des États-Unis de 2010 qui tablait la population à 5 773 552 habitants. Depuis 2010, l'État connaît la 20e croissance démographique la plus soutenue des États-Unis.
Avec 5 773 552 habitants en 2010, le Maryland était le 19e État le plus peuplé des États-Unis. Sa population comptait pour 1,87 % de la population du pays. Le centre démographique de l'État était localisé dans le sud-est du comté de Howard.
Avec 229,62 hab./km2 en 2010, le Maryland était le 5e État le plus dense des États-Unis après le New Jersey (461,55 hab./km2), Rhode Island (393,08 hab./km2), le Massachusetts (324,10 hab./km2) et le Connecticut (284,97 hab./km2).
Le taux d'urbains était de 87,2 % et celui de ruraux de 12,8 %.
En 2010, le taux de natalité s'élevait à 12,8 ‰ (12,4 ‰ en 2012) et le taux de mortalité à 7,5 ‰ (7,6 ‰ en 2012). L'indice de fécondité était de 1,89 enfant par femme (1,83 en 2012). Le taux de mortalité infantile s'élevait à 6,8 ‰ (6,4 ‰ en 2012). La population était composée de 23,43 % de personnes de moins de 18 ans, 9,65 % de personnes entre 18 et 24 ans, 26,98 % de personnes entre 25 et 44 ans, 27,68 % de personnes entre 45 et 64 ans et 12,26 % de personnes de 65 ans et plus. L'âge médian était de 38 ans.
Entre 2010 et 2013, l'accroissement de la population (+ 155 191) était le résultat d'une part d'un solde naturel positif (+ 92 207) avec un excédent des naissances (237 890) sur les décès (145 683), et d'autre part d'un solde migratoire positif (+ 63 882) avec un excédent des flux migratoires internationaux (+ 78 498) et un déficit des flux migratoires intérieurs (- 14 616).
Selon des estimations de 2013, 84,3 % des Marylandais étaient nés dans un État fédéré, dont 47,6 % dans l'État du Maryland et 36,7 % dans un autre État (18,9 % dans le Sud, 11,1 % dans le Nord-Est, 4,0 % dans le Midwest, 2,7 % dans l'Ouest), 1,4 % étaient nés dans un territoire non incorporé ou à l'étranger avec au moins un parent américain et 14,2 % étaient nés à l'étranger de parents étrangers (39,0 % en Amérique latine, 33,3 % en Asie, 16,4 % en Afrique, 10,1 % en Europe, 1,0 % en Amérique du Nord, 0,3 % en Océanie). Parmi ces derniers, 49,9 % étaient naturalisés américain et 50,1 % étaient étrangers.
Selon des estimations de 2012 effectuées par le Pew Hispanic Center, l'État comptait 250 000 immigrés illégaux, soit 4,3 % de la population. Cela représentait la 7e proportion la plus importante du pays.

### Composition ethno-raciale et origines ancestrales
Selon le recensement des États-Unis de 2010, la population était composée de 58,18 % de Blancs, 29,45 % de Noirs, 5,52 % d'Asiatiques (1,37 % d'Indiens, 1,20 % de Chinois, 0,84 % de Coréens, 0,76 % de Philippins), 2,85 % de Métis, 0,35 % d'Amérindiens, 0,05 % d'Océaniens et 3,58 % de personnes n'entrant dans aucune de ces catégories.
Les Métis se décomposaient entre ceux revendiquant deux races (2,60 %), principalement blanche et noire (0,81 %) et blanche et asiatique (0,56 %), et ceux revendiquant trois races ou plus (0,26 %).
Les non-Hispaniques représentaient 91,85 % de la population avec 54,70 % de Blancs, 29,00 % de Noirs, 5,49 % d'Asiatiques, 2,18 % de Métis, 0,24 % d'Amérindiens, 0,04 % d'Océaniens et 0,21 % de personnes n'entrant dans aucune de ces catégories, tandis que les Hispaniques comptaient pour 8,15 % de la population, principalement des personnes originaires du Salvador (2,14 %), du Mexique (1,52 %), de Porto Rico (0,74 %) et du Guatemala (0,60 %).
En 2010, l'État du Maryland avait la 4e plus forte proportion de Noirs après le Mississippi (37,02 %), la Louisiane (32,04 %) et la Géorgie (30,46 %) ainsi que la 7e plus forte proportion d'Asiatiques des États-Unis. A contrario, l'État avait la 3e plus faible proportion de Blancs après Hawaï (24,74 %) et la Californie (57,59 %) ainsi que la 6e plus faible proportion de Blancs non hispaniques des États-Unis.
L'État comptait également le 8e plus grand nombre de Noirs (1 700 298) des États-Unis.
|                                         | 1940  | 1950  | 1960  | 1970  | 1980  | 1990  | 2000  | 2010  |
| --------------------------------------- | ----- | ----- | ----- | ----- | ----- | ----- | ----- | ----- |
| Blancs                                  | 83,38 | 83,44 | 83,01 | 81,45 | 74,91 | 70,98 | 64,03 | 58,18 |
| ———Non hispaniques                      |       |       |       |       | 73,90 | 69,56 | 62,05 | 54,70 |
| Noirs                                   | 16,58 | 16,47 | 16,72 | 17,83 | 22,72 | 24,89 | 27,89 | 29,45 |
| ———Non hispaniques                      |       |       |       |       |       | 24,63 | 27,65 | 29,00 |
| Asiatiques (et Océaniens jusqu'en 1990) | 0,04  | 0,07  | 0,18  | 0,46  | 1,52  | 2,92  | 3,98  | 5,52  |
| ———Non hispaniques                      |       |       |       |       |       |       | 3,96  | 5,49  |
| Autres                                  | 0,00  | 0,02  | 0,09  | 0,26  | 0,85  | 1,21  | 4,10  | 6,85  |
| ———Non hispaniques                      |       |       |       |       |       |       | 2,04  | 2,66  |
| Hispaniques (toutes races confondues)   |       |       |       |       | 1,54  | 2,62  | 4,30  | 8,15  |

En 2013, le Bureau du recensement des États-Unis estime la part des non hispaniques à 91,0 %, dont 53,2 % de Blancs, 29,1 % de Noirs, 5,9 % d'Asiatiques et 2,3 % de Métis, et celle des Hispaniques à 9,0 %.
En 2000, les Marylandais s'identifiaient principalement comme étant d'origine allemande (15,7 %), irlandaise (11,7 %), anglaise (9,0 %), américaine (5,8 %), italienne (5,1 %) et polonaise (3,5 %).
L'État abrite la 8e communauté juive des États-Unis. Selon le North American Jewish Data Bank, l'État comptait 238 200 Juifs en 2013 (187 110 en 1971), soit 4,0 % de la population. Ils se concentraient principalement dans les agglomérations de Washington-Arlington-Alexandria (121 600) et Baltimore-Columbia-Towson (115 300). Ils constituaient une part significative de la population dans les comtés de Montgomery (11,6 %), Baltimore (7,5 %) et Howard (6,0 %) et dans la ville indépendante de Baltimore (5,0 %).
Les Amérindiens s'identifiaient principalement comme étant Cherokees (10,8 %), Lumbees (5,4 %) et Amérindiens du Mexique (4,6 %).
Les Hispaniques étaient principalement originaires du Salvador (26,3 %), du Mexique (18,7 %), de Porto Rico (9,0 %), du Guatemala (7,3 %), du Honduras (4,4 %), du Pérou (3,9 %) et de la République dominicaine (3,2 %). Composée à 42,8 % de Blancs, 8,3 % de Métis, 5,5 % de Noirs, 1,4 % d'Amérindiens, 0,5 % d'Asiatiques, 0,2 % d'Océaniens et 41,4 % de personnes n'entrant dans aucune de ces catégories, la population hispanique représentait 32,3 % des Amérindiens, 23,6 % des Océaniens, 23,6 % des Métis, 6,0 % des Blancs, 1,5 % des Noirs, 0,7 % des Asiatiques et 94,2 % des personnes n'entrant dans aucune de ces catégories.
L'État avait la plus forte proportion de personnes originaires du Salvador (2,14 %), les 3e plus fortes proportions de personnes originaires du Guatemala (0,60 %) et de la Bolivie (0,13 %), la 4e plus forte proportion de personnes originaires du Nicaragua (0,14 %), les 6e plus fortes proportions de personnes originaires du Honduras (0,36 %) et du Pérou (0,32 %), la 7e plus forte proportion de personnes originaires de l'Équateur (0,12 %), la 8e plus forte proportion de personnes originaires de la Colombie (0,22 %) ainsi que la 10e plus forte proportion de personnes originaires de la République dominicaine (0,26 %).
L'État comptait également le 4e plus grand nombre de personnes originaires de la Bolivie (7 496), le 5e plus grand nombre de personnes originaires du Salvador (123 789), le 6e plus grand nombre de personnes originaires du Nicaragua (8 196), le 7e plus grand nombre de personnes originaires du Pérou (18 229), les 8e plus grands nombres de personnes originaires du Guatemala (34 491) et d'Argentine (5 138) ainsi que les 10e plus grands nombres de personnes originaires de la République dominicaine (14 873), du Honduras (20 576) et du Venezuela (3 328).
Les Asiatiques s'identifiaient principalement comme étant Indiens (24,8 %), Chinois (21,8 %), Coréens (15,2 %), Philippins (13,8 %), Viêts (7,4 %) et Pakistanais (4,4 %).
L'État avait la 4e plus forte proportion de Pakistanais (0,24 %), la 5e plus forte proportion d'Indiens (1,37 %), la 6e plus forte proportion de Coréens (0,84 %), la 7e plus forte proportion de Chinois (1,20 %) et la 9e plus forte proportion de Philippins (0,76 %).
L'État comptait également le 7e plus grand nombre de Pakistanais (14 046), les 9e plus grands nombres de Coréens (48 592) et de Thaïs (4 060) ainsi que les 10e plus grands nombres d'Indiens (79 051), de Chinois (69 381) et de Bangladais (3 127).
Les Métis se décomposaient entre ceux revendiquant deux races (91,0 %), principalement blanche et noire (28,3 %), blanche et asiatique (19,7 %), blanche et autre (12,3 %), blanche et amérindienne (9,1 %), noire et amérindienne (6,2 %), noire et asiatique (3,9 %) et noire et autre (3,9 %), et ceux revendiquant trois races ou plus (9,0 %).

### Religions
| Religion                       | Maryland | États-Unis |
| ------------------------------ | -------- | ---------- |
| Protestantisme évangélique     | 18       | 25,4       |
| Protestantisme traditionnel    | 18       | 14,7       |
| Non-affiliés                   | 17       | 15,8       |
| Églises traditionnelles noires | 16       | 6,5        |
| Catholicisme                   | 15       | 20,8       |
| Judaïsme                       | 3        | 1,9        |
| Agnosticisme                   | 3        | 4,0        |
| Athéisme                       | 3        | 3,1        |
| Autres                         | 7        | 7,8        |

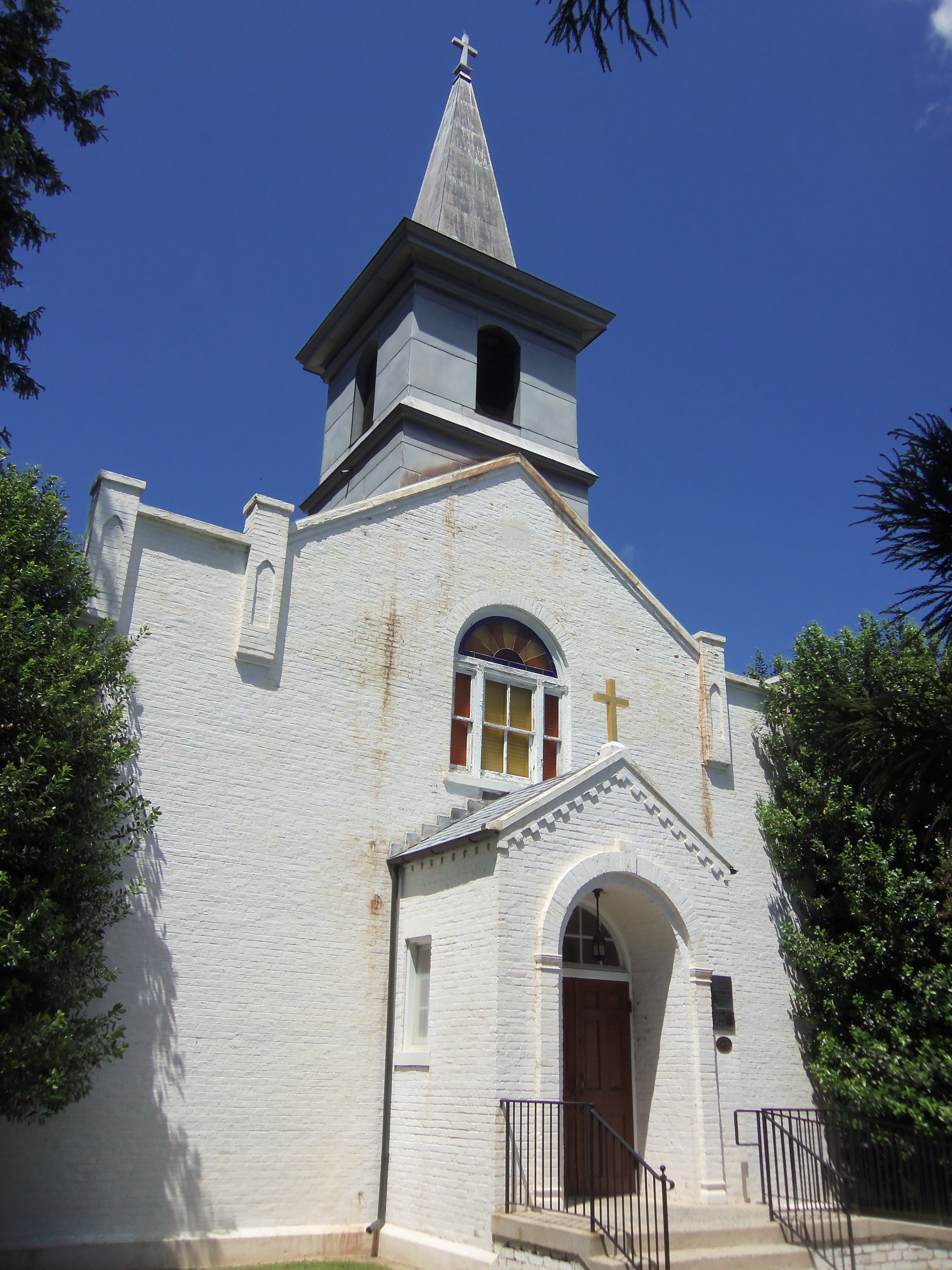
L'église catholique Old St. Mary's à Rockville.

Selon une enquête annuelle effectuée par l'institut The Gallup Organization en 2012, 36,7 % des Marylandais se considéraient comme « très religieux », soit 3,4 points de moins que la moyenne nationale (40,1 %), 32,2 % comme « modérément religieux » et 31,1 % comme « non religieux », soit la même proportion que la moyenne nationale (31,1 %). Par ailleurs, 52,2 % des Marylandais s'identifiaient comme protestants, 22,6 % comme catholiques, 15,7 % sans appartenance religieuse et 9,5 % avec une autre religion.

### Langues
Le Maryland n'a pas de langue officielle.
Selon l'American Community Survey en 2010, 84,04 % de la population âgée de plus de 5 ans déclare parler l'anglais à la maison, 6,47 % déclare parler l'espagnol et 9,49 % une autre langue (français, mandarin, coréen...).

## Environnement
Cet État de la côte a la réputation d'avoir été et d’être encore très pollué, pour l’eau et l’air notamment, même si selon le MDE (Maryland Department of the Environment) la qualité de l'air s'est fortement améliorée de 2003 à 2005, en raison notamment d'un programme de maîtrise de la pollution (NOX, CO, CO2, mercure…) des centrales électriques au charbon lancé en 2003.
En janvier 1969, des canards morts tombent sur la ville de St. Mary's City dans le Maryland, lesquels selon The Washington Post du 26 janvier 1969 semblent avoir été frappés de mort subite en plein vol, sans que personne ait vu ou entendu une explosion ou un phénomène susceptible d'expliquer ce cas. Il pourrait ne pas s'agir d’un cas « classique » de pluie d'animaux mais du passage des animaux dans un nuage résultant d’une pollution accidentelle d'origine industrielle, portuaire ou marine (émanations de munitions chimiques immergées ?).
Des anomalies sexuelles ont été détectées par le U. S. Geological Survey, chez des poissons du fleuve Potomac (production d’œufs par les organes sexuels mâles chez le smallmouth bass près de Sharpsburg. On a notamment suspecté des perturbateurs endocriniens qui pourraient provenir d’hormones données aux poules ou à d’autres animaux d'élevage (une étude effectuée en 1999 et 2000 a détecté des hormones dans environ 37 % des cours d’eau testés), venant éventuellement de l’État voisin.

 Des programmes légaux (Chesapeake Bay Restoration Act) de restauration concernent les zones humides, la baie de Chesapeake et les herbiers sous-marins notamment, sous l'égide du Département de l’environnement de l'État. Pour éviter que l'estuaire ne devienne une zone morte, les habitants sont invités à ne plus utiliser d'engrais chimiques et à gérer in situ les eaux d’orages (bassins de rétention, infiltration, épuration) avant de les renvoyer vers le fleuve ou les nappes.

## Politique
Le Maryland est un État de tradition démocrate, qualifié de sudiste par son histoire bien qu'il n'ait pas fait sécession en 1860 et qu'il soit bien plus proche politiquement des États du nord-est.
Le Parti démocrate est particulièrement puissant dans la ville de Baltimore et les banlieues de Washington (comtés de Montgomery et Prince George), où il réunit souvent plus de 70 % des voix. Les rares bastions républicains sont l'Eastern Shore, le sud et l'ouest de l'État.

### Ancrage national démocrate
Depuis les années 1960, l'État s'ancre dans le giron démocrate aux élections présidentielles et les candidats républicains ne l'emportent généralement que lorsqu'ils gagnent largement l'élection présidentielle nationale (1972, 1984 et 1988). À l’élection présidentielle de 2004, le candidat démocrate John Kerry y a obtenu 55,91 % des suffrages contre 42,93 % au président sortant, le républicain George W. Bush. Les candidats démocrates ont systématiquement emporté l'État depuis l’élection présidentielle de 1992. En 2016, la démocrate Hillary Clinton obtient 60,3 % des voix face au 33,9 % remportés par le républicain Donald Trump.

#### Représentation fédérale
Au niveau fédéral, les deux sénateurs de l'État, Ben Cardin et Chris Van Hollen sont démocrates et sept des huit représentants de l'État à la Chambre des représentants des États-Unis sont également démocrates.

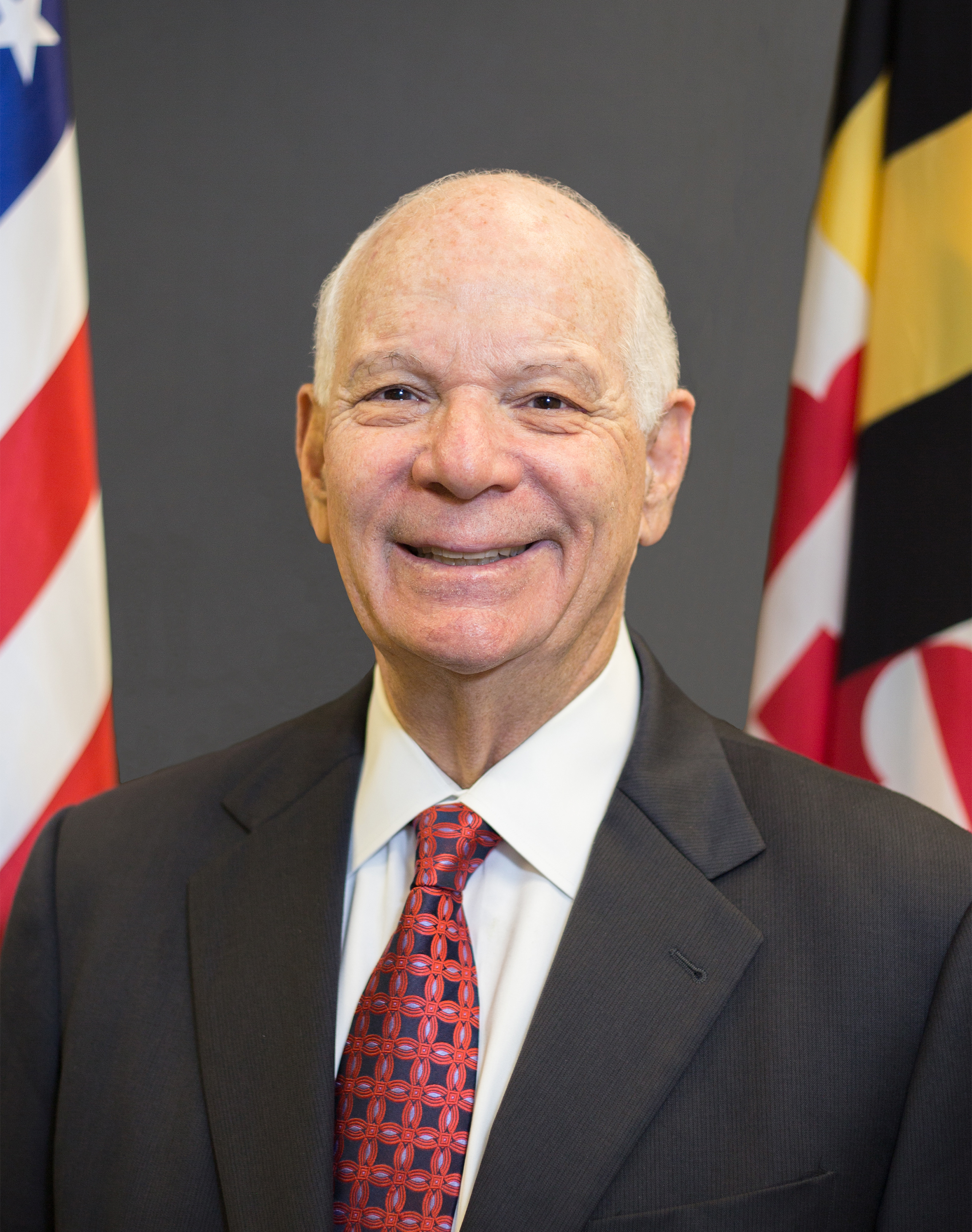
Ben Cardin, sénateur depuis 2007.
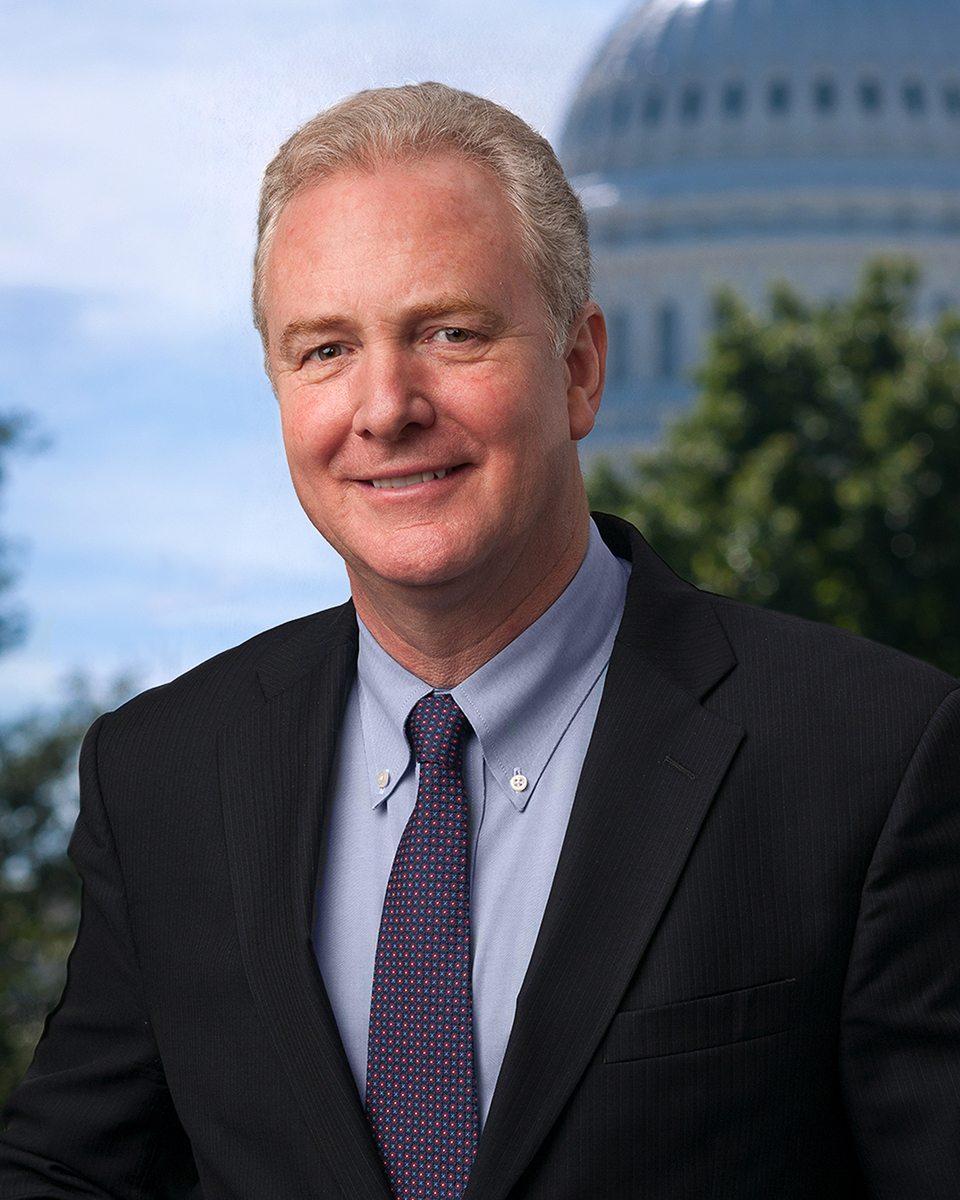
Chris Van Hollen, sénateur depuis 2017.

### Tradition locale démocrate
La constitution du Maryland date de 1867.

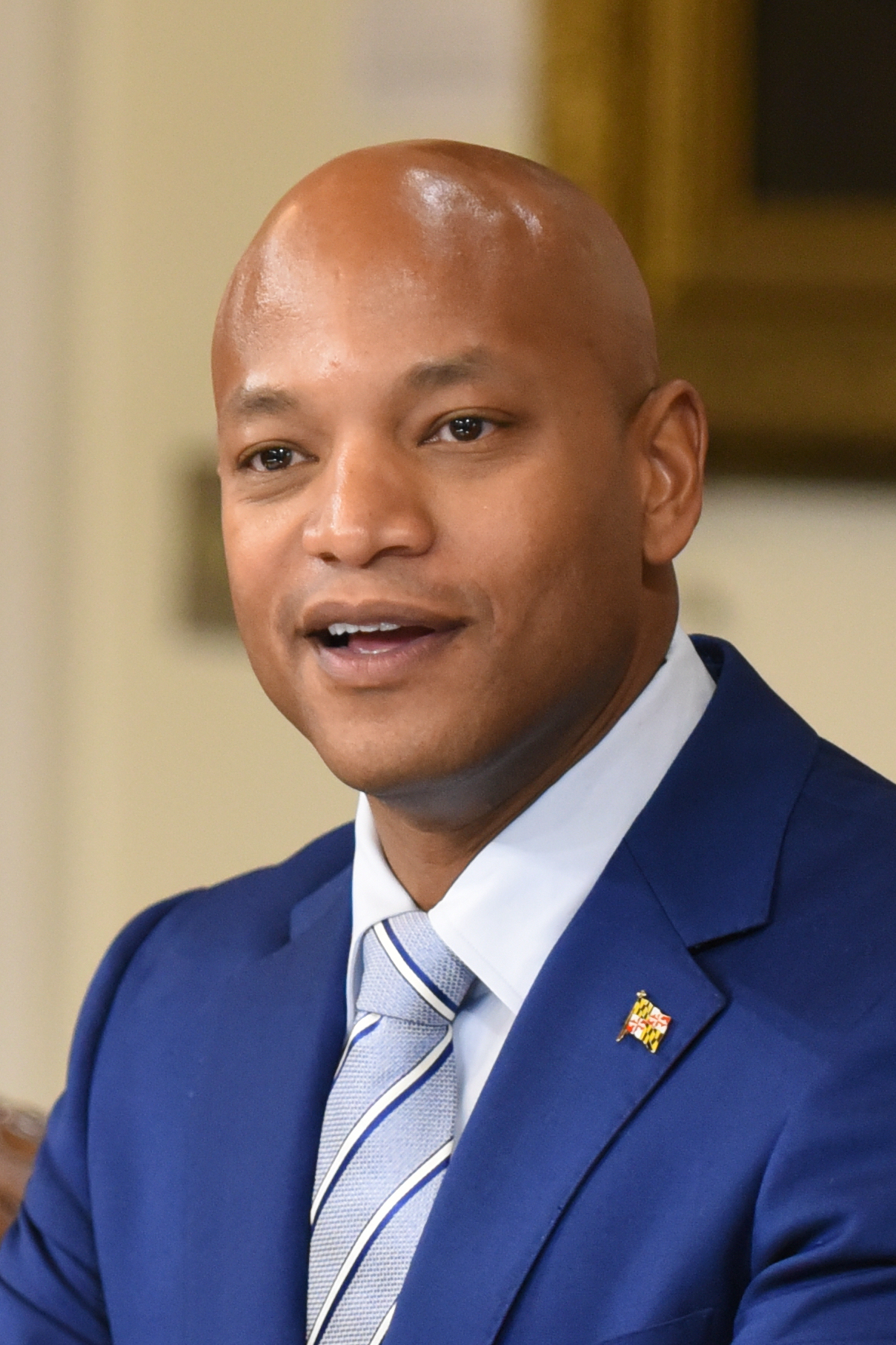
Le gouverneur actuel du Maryland, Wes Moore, en janvier 2023.

#### Gouverneur
De 2003 à 2007, le gouverneur du Maryland est Robert Ehrlich, premier gouverneur républicain depuis 1969 et la fin du mandat de Spiro Agnew. En novembre 2006, il tente de se faire réélire mais est battu avec 46 % des voix contre 53 % à son concurrent, le démocrate Martin O'Malley. En janvier 2015, Larry Hogan, membre du parti républicain, lui succède au poste de gouverneur et exerce deux mandats successifs. Depuis le 18 janvier 2023, Wes Moore, démocrate, est le gouverneur de l'État.

#### Lieutenant gouverneur
Il est élu sur le même ticket que le gouverneur.

#### Autres postes électifs
Les deux autres postes élus de l'exécutif, ceux d'Attorney Général et de contrôleur d'État sont détenus par des démocrates.

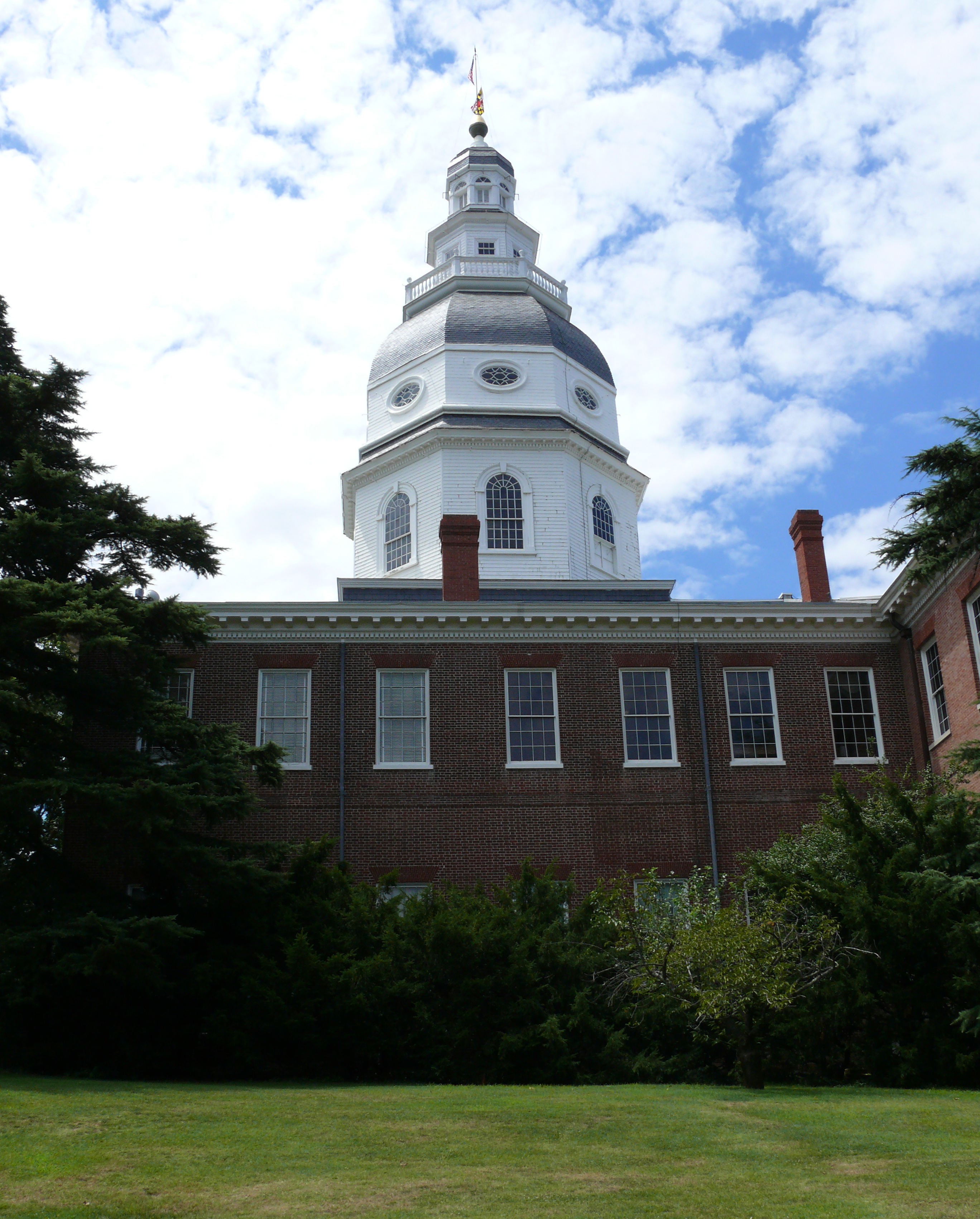
Le capitole du Maryland.

#### Législature
L'Assemblée générale du Maryland est divisée en deux chambres : la Chambre des délégués et le Sénat. À l'issue des élections de 2014, le Parti démocrate contrôle les deux chambres de l'Assemblée, avec une majorité de 91 sièges sur 141 à la Chambre des délégués et de 33 sièges sur 47 au Sénat.

### Société
Le Maryland vote la légalisation du mariage gay le 23 février 2012. Son entrée en vigueur est prévue pour l'été suivant à moins qu'une pétition référendaire n'oblige les électeurs à se prononcer. Le 6 novembre, ceux-ci votent favorablement lors du référendum et le Maryland devient le dixième État à mettre en œuvre le mariage entre personnes du même sexe à compter du 1er janvier 2013.

## Économie
Le Maryland produit la plus grande partie d'un tabac du même nom, d'une couleur ocre à brune, qui est utilisé dans les mélanges pour augmenter la combustibilité de ces derniers. Sa saveur est assez neutre. Il serait employé pour produire le Cavendish.
 (septembre 2017).
En marge de ces données, la Chambre de commerce du Maryland, pour sa part, est la seule organisation qui défend les entreprises à l'échelle de l'État. 700 membres sont actuellement[Quand ?] intégrés à la chambre. De plus, la chambre emploie 400 000 personnes. La chambre est la voix principale des affaires dans l'État. Sa mission est de soutenir ses membres et de mettre en évidence l'État du Maryland comme un leader économique mondial,.

## Culture

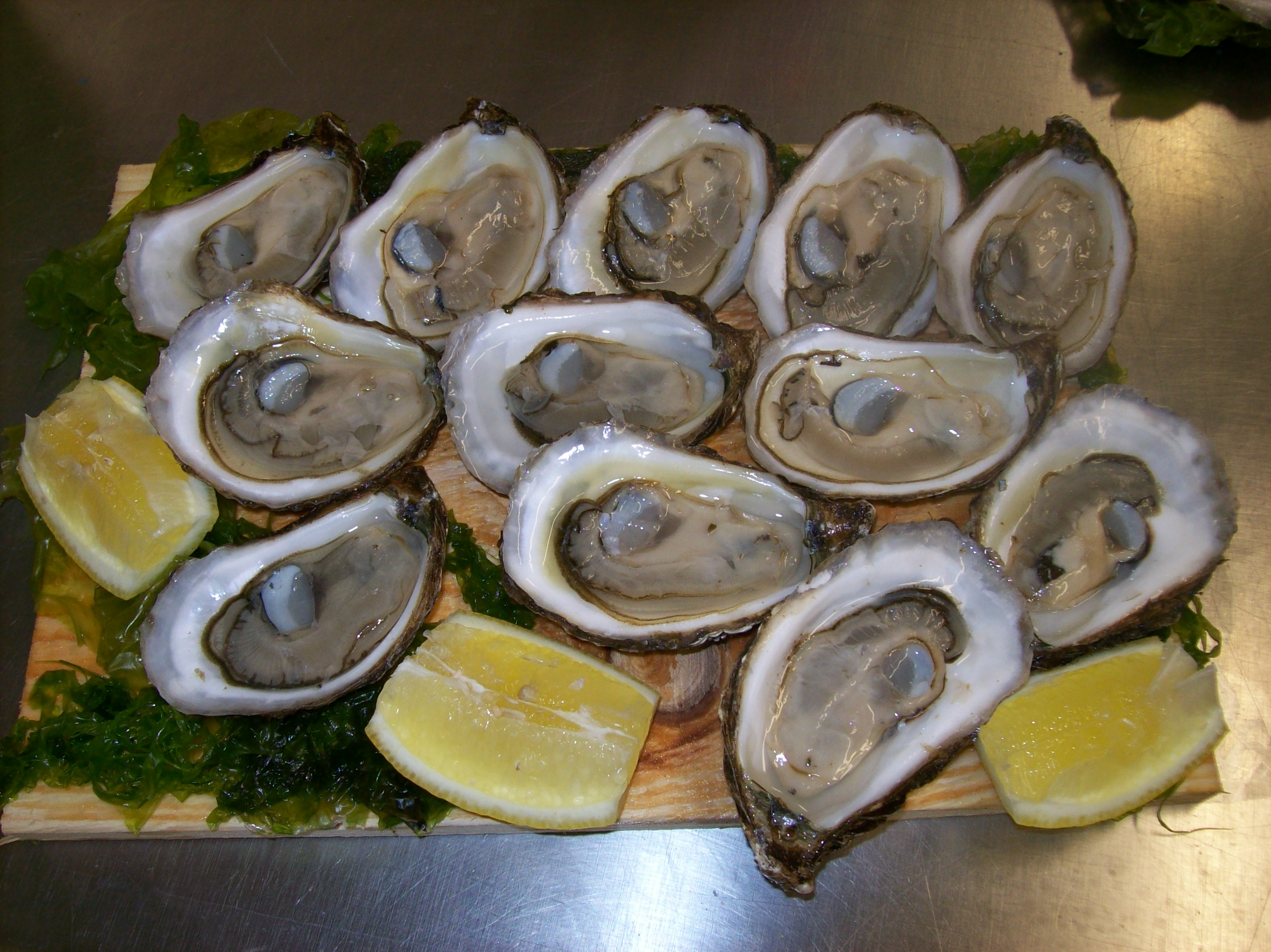
Les huîtres font partie de la culture gastronomique du Maryland.

### Gastronomie
Le repas régional est constitué de soupe aux choux traditionnellement accompagnée de pommes de terre sautées.
Neuf autres aliments sont également représentatifs de la gastronomie dans le Maryland. Ainsi, les épices Old Bay, la crème de crabe, le BBQ, les Smith Island Cake, la trempette de crabe, les huîtres, les croustilles de crabe Utz et la bière Natty Boh sont des éléments populaires dans la gastronomie locale du Maryland,.

## Sports
Les deux principales équipes sportives de l'État sont les Ravens de Baltimore en NFL (football américain) et les Orioles de Baltimore dans la MLB (baseball).
- Terrapins du Maryland (NCAA)
- Midshipmen de la Navy (NCAA)

Le sport d'État officiel du Maryland, depuis 1962, est la joute. Des tournois de joutes ont été organisés dans le Maryland depuis le début de l'époque coloniale mais sont devenus de plus en plus populaires après la guerre civile. Conservant l'apparat et les coutumes des tournois médiévaux, les concurrents modernes sont appelés chevaliers ou servants, et beaucoup s'habillent de costumes colorés. Les hommes, les femmes et les enfants s'affrontent à égalité, l'habileté et la maîtrise de l'équitation déterminant le vainqueur.
Le sport d'équipe officiel depuis 2004 est la crosse.
À partir de 2022, la course cycliste Maryland Cycling Classic est organisée. Elle est reprise comme UCI ProSeries (deuxième niveau mondial).

## Dans la culture populaire
Le Maryland est le théâtre de l'action du célèbre film d'angoisse Le Projet Blair Witch sorti en 1999.
À Baltimore se déroule la série policière Sur écoute.